# 布雷拉 (加利福尼亞州)
布雷拉（英語：Brela）是位於美國加利福尼亞州埃爾多拉多縣的一個非建制地區。該地的面積和人口皆未知。

## 地理
布雷拉的座標為38°34′31″N 120°40′36″W / 38.57528°N 120.67667°W，而該地的平均海拔高度為301米（即988英尺）。